# 欢呼虫属
篩濾歡呼蟲（學名：Ovatiovermis cribratus）是歡呼蟲屬唯一一個物種，也是模式種，是葉足動物的一種。發現於伯吉斯頁岩，和其他葉足動物一樣，它擁有九對葉足（腳）。擁有高度特化的附肢，非常適合濾食。

## 發現和命名
歡呼蟲是在加拿大英屬哥倫比亞幽鶴國家公園（Yoho National Park）的伯吉斯頁岩（Burgess Shale）發現的，在沃爾科特採石場（Walcott Quarry）採集到編號分別為ROM 52707（正模標本）、ROM 64006（副模標本）的化石標本。
Ovatiovermis這個名字是由拉丁文的ovatio，意思為歡呼、鼓掌和vermis，意思為蠕蟲，因為歡呼蟲會用葉足向上伸長或是揮舞看起來像是在歡呼。cribratus則是去過濾東西的意思。

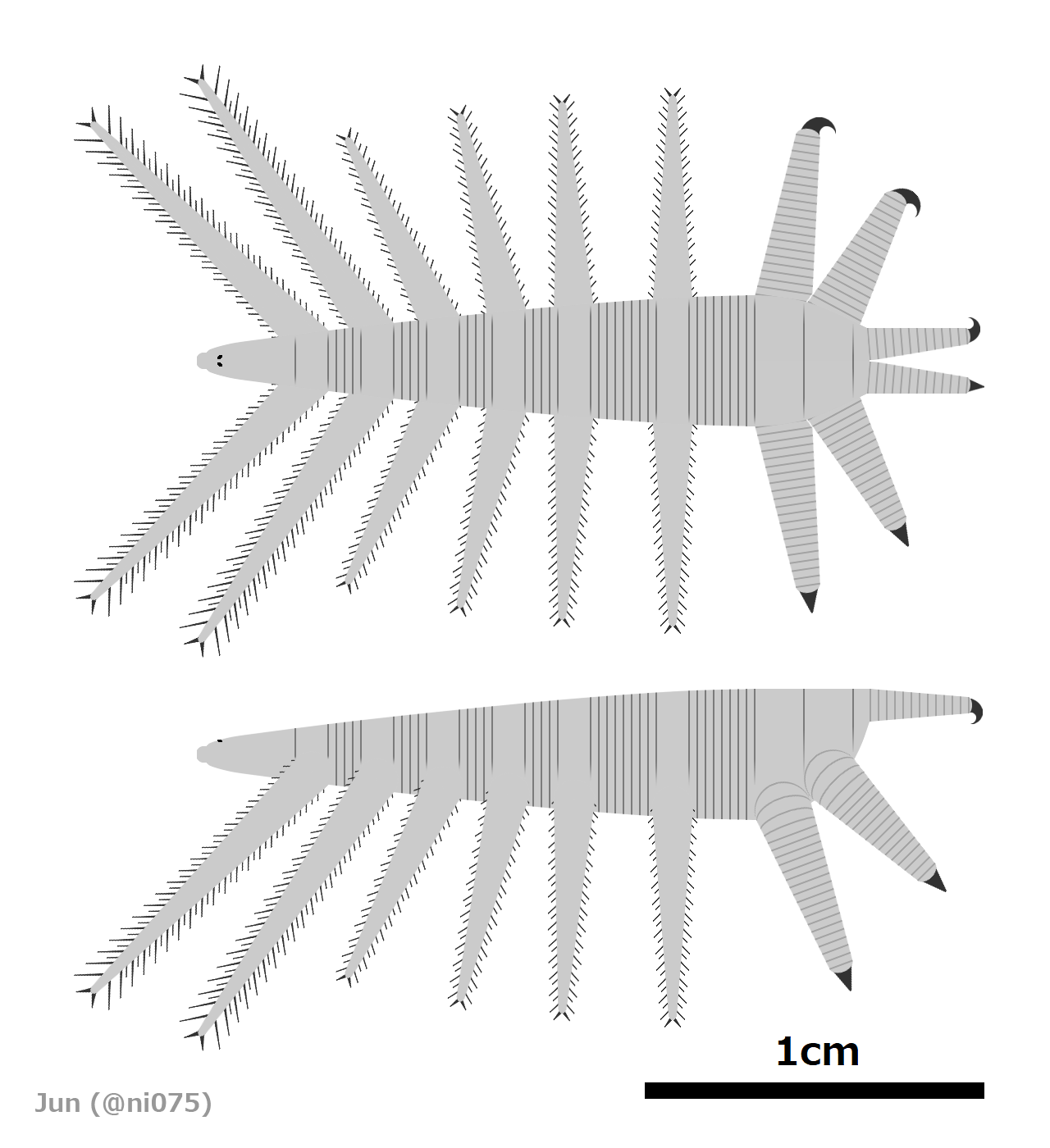
歡呼蟲的背面和側面復原圖

## 外貌
歡呼蟲的軀幹長18毫米，如果包含第一對葉足和最後一對的葉足伸長出去的長度那會達到30毫米。身體在倒數第三對葉足會變得最寬，而在第一對會最窄。第一對葉足在更前面有一個小小的頭部，占了整個軀幹的10%，頭部還具有一對直徑大約0.1毫米的橢圓形結構，可能是用來看的見。頭的末端還有一個嘴巴，連接著管腔和腸子。